# 猪八重渓谷
猪八重渓谷（いのはえけいこく）は宮崎県日南市北郷町大字郷之原猪八重にある渓谷である。2008年（平成20年）に、渓谷内の103.27ヘクタールが「森林セラピー基地」に指定された。

## 概要
広渡川支流の猪八重川上流部、鰐塚山地の標高200m～300mに位置し、五重の滝をはじめ7つの滝群と奇岩からなる優れた渓流に加え、原生的なシイ、タブ、カシ等の常緑広葉樹（照葉樹）、コケ類が自生している。特にコケ類は、世界中で約1800種類あるといわれるコケの中の約250種～300種以上が渓谷一帯に存在しているという。
日南市は、江戸時代に弁甲材（造船用材）の産地として（のちに建築用）、伊東氏飫肥藩によるスギ大径木の生産が盛んに行われており、飫肥杉というブランド杉の産地として知られる。猪八重渓谷はこうした地域において貴重な原生的な照葉樹林が広がっている場所である。戦後、この地域の開拓を行う目的で小規模ながら水力発電施設が作られた。また、木材搬出のためのトロッコが猪八重渓谷の上流域から渓谷入口までの区間約5kmに敷設され、いずれも昭和40年頃まで利用されていた。風景林の中では、今でも遺構を見つけることができるという。
ハイキングコースが整備されている。

## アクセス
- JR日南線北郷駅からタクシー利用。
- 高速道路利用の場合
  - E78 東九州道 日南北郷IC（または E10 宮崎道 田野IC）より宮崎県道28号日南高岡線を経由し、「北郷小入口」交差点にて宮崎県道429号猪八重線を北進。